# Friedrich Schierholz
Friedrich Schierholz, auch häufig Fritz Schierholz, (* 27. April 1840 in Frankfurt am Main; † 2. Februar 1894 ebenda; vollständiger Name: Johann Georg Friedrich Schierholz) war ein deutscher Bildhauer.

## Leben und Wirken
Schierholz besuchte zunächst das Städelsche Institut in Frankfurt, wo ihm bereits als Schüler von Johann Nepomuk Zwerger (1796–1868) zahlreiche kleinere Arbeiten übertragen wurden. Mit 18 Jahren stellte er 1858 sein Erstlingswerk Landung Lohengrins vor und modellierte wenig später eine dann in Marmor ausgeführte, durch zahlreiche Abgüsse verbreitete Büste von Beethoven.
1859 wechselte er ins Atelier Max von Widnmanns in München. Er schuf dort das Relief Erlkönig mit seinen Töchtern und als Auftragsarbeit für das Nationalmuseum zwei große Sandsteinstatuen. Ein geplanter Romaufenthalt zerschlug sich und er kehrte nach Frankfurt zurück. Hier kreierte er dekorative allegorische Bildwerke wie Spiel, Tanz, Musik und Gesang in Kinderszenen (1869), schuf mehrere Statuen für den Dom und das neue Theater in Frankfurt und für einen Konzertsaal in Bad Nauheim. Schierholz goss 1887 die Figur der ursprünglich aus Sandstein gefertigten und inzwischen verwitterten Justitia am Gerechtigkeitsbrunnen am Frankfurter Römerberg neu und kopierte auch die Tugendreliefs und die Sirenenstatuen. Friedrich Schierholz’ Grabstätte befindet sich auf dem Frankfurter Hauptfriedhof.

## Werke in Frankfurt
- Denkmalbüste des Philosophen Arthur Schopenhauer, in der Obermainanlage[3]
- lebensgroße Büste Arthur Schopenhauers, im Treppenhaus der Stadtbibliothek, 1944 zerstört
- Standbild Arthur Schopenhauers auf der Dachbalustrade der Bibliothek
Das 260 cm hohe Standbild gehörte mit sieben weiteren überlebensgroßen Steinfiguren zum Fassadenschmuck der Stadtbibliothek.[4]
- Am Gebäude des Physikalischen Vereins an der Senckenberganlage gleich neben dem Eingang zum Senckenberg-Museum ist die Büste von Rudolf Christian Böttger (1806–1881) zu sehen, die kurz nach seinem Tod von Schierholz gefertigt wurde.[5]
- Stoltze-Brunnen mit der Büste des Frankfurter Lokaldichters, 1981 bis 2016 auf dem Friedrich-Stoltze-Platz hinter der Katharinenkirche. Auf einem dreiseitigen Unterbau mit einem Relief der „Frankofurtia“ befindet sich ein verzierter runder Sockel mit der Büste des Dichters. Die Büste diente auch als Vorbild bei der Neuschöpfung des Friedrich-Stoltze-Preises.
- Minervabrunnen am Römerberg
- Neuguss der Statue und der Entourage am Gerechtigkeitsbrunnen in Frankfurt am Main